# Бруни, Татьяна Георгиевна
Татьяна Георгиевна Бруни (24 октября [6 ноября] 1902, Санкт-Петербург — 19 сентября 2001, Санкт-Петербург) — советская и российская театральная художница, график и педагог. Заслуженный деятель искусств РСФСР (1960). Лауреат Сталинской премии второй степени (1950).

## Биография
Принадлежала к петербургской семье итальянского происхождения, многие представители которой были художниками и музыкантами. Особенно известен её прадед художник Фёдор Антонович Бруни, сын Антонио Бруни, переехавшего в Россию. Её отец, Георгий Юльевич, был профессиональным музыкантом и, в частности, давал уроки музыки маленькому Сергею Прокофьеву. Все члены семьи владели музыкальными инструментами. Татьяна Георгиевна в детстве занималась танцами. Её семья увлекалась театром, и ещё в детстве она постоянно посещала спектакли.
После обучения в гимназии, которая к концу обучения была уже преобразована в советскую школу, получила художественное образование. Некоторое время она занималась в «детском классе» в Академии художеств у В. И. Шухаева. С 1920 года она училась в художественной школе Общества поощрения художеств в Петрограде, класс вёл Шнейдер, а после его смерти — у А. Р. Эберлинга, модного портретиста, одного из лучших преподавателей рисунка. В 1922 году классы Общества поощрения художеств были переведены в ВХУТЕИН (так тогда называлась Академия художеств), где она занималась по 1926 год. Среди её последующих педагогов называют О. Э. Браза, Н. Э. Радлова, В. И. Беляева, А. И. Вахрамеева и К. С. Петрова-Водкина. Татьяна Георгиевна закончила обучение как художник-пейзажист, но всю жизнь проработала театральной художницей.
Её первой театральной работой стало оформление в 1923 году балета С. С. Прокофьева «Мимолётности», поставленного в Петроградском институте ритма совершенного движения, который был небольшой концертной группой. В 1920-х годах в советском театральном искусстве шли активные поиски новых направлений. Характерной чертой времени было создание небольших, мобильных коллективов, не имевших постоянной площадки и много гастролировавших по стране. Татьяна Георгиевна и её муж Георгий Коршиков сотрудничали со многими коллективами. Кроме Института ритма совершенного движения, можно назвать «Молодой балет», руководимый Георгием Баланчивадзе, который позднее в Америке станет Джорджем Баланчиным, Театр пролетарского актёра, руководимый Н. Орбеловым и М. В. Кастальской, театры «Стройка», «Ансамбль», Драмы и комедии, ЛАРС (Ленинградский ансамбль работников сцены). Работа художницы в этих коллективах была в основном сосредоточена на костюмах, а оформление сцены было минимальным.
Первая работа в стационарном театре — постановка балета «Болт» балетмейстером Ф. В. Лопуховым в Ленинградском театре оперы и балета в 1931 году, выполненная совместно с мужем Г. Н. Коршиковым. Выполненные ею эскизы костюмов к «Болту» связаны с эстетикой кубизма. Но это был один из последних всплесков авангардизма в советском искусстве (неслучайно одна из современных выставок русского авангарда называется «От Малевича до Бруни»). Из довоенных работ Бруни критики отмечают оформление в Малом оперном театре балета «Тщетная предосторожность», отличающееся изяществом линий и мягких акварельными красками.
Работала преимущественно в Ленинграде, большинство работ выполнено в ЛМАТОБ (24 спектакля), а также в ЛАТОБ имени С. М. Кирова. Кроме того, работала в ЛБДТ имени М. Горького, ЛАТД имени А. С. Пушкина, Кукольном театре Евгения Деммени, ЛХУ, Ленинградском цирке, Балете на льду, Мюзик-холле и др. Однако основным направлением её деятельности был балет. Работала также в Оперной студии Ленинградской консерватории, Ленинградском гастрольном ансамбле классического балета. Кроме Ленинграда, оформляла спектакли в других городах: Театре оперы и балета им. Шевченко (Киев), Перми, Красноярске, Ярославле. В ряде случаев выполняла только костюмы к спектаклям.
Во время Великой Отечественной войны погиб на фронте её муж, в 1941 году она осталась в блокадном Ленинграде, зимой 1941—1942 годов от истощения умерли её отец и брат. Татьяна Георгиевна в тяжёлом состоянии была эвакуирована из Ленинграда в марте 1942 года и попала в Молотов, куда был эвакуирован ЛАТОБ имени С. М. Кирова. Там она оформила многие спектакли («Лебединое озеро», «Дон-Кихот», «Тщетную предосторожность», «Спящую красавицу», «Жизель», «Ромео и Джульетту»), которые активно восстанавливались, несмотря на трудности военного времени. Её связь с Пермью не оборвалась после возвращения в Ленинград. Она оформила несколько спектаклей в Пермском театре оперы и балета.
Преподавала на постановочном факультете Ленинградского государственного театрального института имени А. Н. Островского, создателем и руководителем которого был Н. П. Акимов.
Прошла долгий творческий путь — последние работы для театра выполнены в возрасте около 80 лет.

## Некоторые работы
- 8 апреля 1931 — совместно с Г. Н. Коршиковым «Болт» балет Д. Д. Шостаковича в 3 актах 7 картинах, сценарий В. В. Смирнова, ЛАТОБ имени С. М. Кирова, балетмейстер Ф. В. Лопухов
- 1932 — совместно с Г. Н. Коршиковым опера Дж. Россини «Севильский цирюльник», Детский оперный театр
- 1934 — совместно с Г. Н. Коршиковым оперетта К. Я. Листова «Ледяной дом», Ленинградский театр музыкальной комедии
- 1936 — «Лестница славы», пьеса Э. Скриба, Ленинградский театр комедии
- 1937 — «Черное домино» оперетта Д. Обера, Ленинградский театр музыкальной комедии
- 10 января 1937 — «Тщетная предосторожность», композитора П. Гертеля, ЛМАТОБ, балетмейстер и либретто (по Ж. Добервалю) — Л. М. Лавровский.
- 23 июня 1940 — «Барышня-крестьянка», на музыку одноактного балета композитора А. К. Глазунова «Барышня-служанка, или испытание Дамиса», сценарий М. X. Франгопуло по одноимённой повести А. С. Пушкина, выпускной спектакль ЛХУ на сцене ЛАТОБ имени С. М. Кирова, балетмейстер К. Ф. Боярский.
- 1940 — «Вишневый сад», комедия в 4 действиях А. П. Чехова, Ленинградский Большой драматический театр, режиссёр П. П. Гайдебуров
- 9 декабря 1942 — костюмы для балета «Гаянэ» А. И. Хачатуряна, сценарий К. Н. Державина, ЛАТОБ имени С. М. Кирова в эвакуации на сцене Пермского театра оперы и балета, балетмейстер Н. А. Анисимова, декорации — Н. И. Альтман
- 1943 — «Дон Кихот», балет Л. Ф. Минкуса, Ленинградский театр оперы и балета им. Кирова в эвакуации на сцене Пермского театра оперы и балета, возобновление В. И. Пономарёвым
- 1943 — «Жизель», балет А. Адана в 2 актах, сценарий Т. Готье, Ж. Сен-Жорж, Ж. Коралли; Ленинградский театр оперы и балета им. Кирова в эвакуации на сцене Пермского театра оперы и балета, возобновление В. И. Пономарёвым
- 1943 — «Лебединое озеро», балет П. И. Чайковского в 4 актах, сценарий В. П. Бегичева и В. Ф. Гельцера, Ленинградский театр оперы и балета им. Кирова в эвакуации на сцене Пермского театра оперы и балета, возобновление В. И. Пономарёвым по Л. И. Иванову и М. И. Петипа;,
- 27 июня 1943 — «Тщетная предосторожность» П. Гертеля, Ленинградский театр оперы и балета им. Кирова в эвакуации на сцене Пермского театра оперы и балета, возобновление В. И. Пономарёвым постановки М. И. Петипа и Л. И. Иванова
- 4 декабря 1944 — «Ромео и Джульетта», балет С. С. Прокофьева в 3 актах 13 картинах по трагедии У. Шекспира, сценарий А. И. Пиотровского, С. С. Прокофьева, С. Э. Радлова, спектакль Ленинградского хореографического училища на сцене Ленинградского театра оперы и балета им. Кирова, сценическая композиция и постановка Л. В. Якобсона
- 7 декабря 1944 — «Испанское каприччио», одноактные балеты на музыку Н. А. Римского-Корсакова выпускной спектакль Ленинградского хореографического училища на сцене Ленинградского театра оперы и балета им. Кирова, сценарий и балетмейстер Л В. Якобсон
- 28 декабря 1944 — «Травиата», опера Дж. Верди, либретто Ф. М. Пьяве по драме А. Дюма-сына «Дама с камелиями», Ленинградский театр оперы и балета им. Кирова, режиссёр И. Ю. Шлепянов
- 12 мая 1945 — «Евгений Онегин», опера П. И. Чайковского, Ленинградский театр оперы и балета им. Кирова, режиссёр И. Ю. Шлепянов
- 22 июня 1945 — костюмы к балету П. И. Чайковского «Лебединое озеро», в 4 актах, сценарий В. П. Бегичева и В. Ф. Гельцера, Ленинградский театр оперы и балета им. Кирова, хореография Л. И. Иванова и М. И. Петипа, возобновленная Ф. В. Лопуховым, декорации Б. И. Волков.
- 22 марта 1946 — «Мнимый жених» балет М. И. Чулаки в 3 актах 6 картинах, сценарий П. А. Коломойцев. Б. А. Фенстер по комедии К. Гольдони «Слуга двух господ», Ленинградский Малый театр, балетмейстер Б. А. Фенстер (спектакль получил Сталинскую премию, но художницы среди награждённых нет)
- 1946 — «Дон Кихот», балет Л. Ф. Минкуса, в 4 актах 8 картинах с прологом, сценарий М. И. Петипа, переработан Слонимским. Ленинградский театр оперы и балета им. Кирова, балетмейстеры П. А. Гусев, Н. А. Анисимова (новые танцы) и Р. И. Гербек
- 3 ноября 1946 — «Дуэнья», мировая премьера оперы С. С. Прокофьева совместно с И. Ю. Шлепяновым, Ленинградский театр оперы и балета им. Кирова, режиссёр И. Ю. Шлепянов
- 8 ноября 1948 — костюмы к балету «Доктор Айболит», композитора И. В. Морозова в 4 актах 8 картинах сценарий П. Ф. Аболимов по сказке К. И. Чуковского, Ленинградский Малый театр, балетмейстер Б. А. Фенстер, режиссёр Г. И. Исаева, декорации H.П. Акимова
- 9 декабря 1949 — «Юность» балет М. И. Чулаки, сценарий Б. А. Фенстера и Ю. И. Слонимского по Н. А. Островскому, Ленинградский Малый театр, балетмейстер Б. А. Фенстер
- 1949 — «Коппелия», балет-пантомима Л. Делиба в 2 актах 3 картинах новый сценарий Г. Б. Ягфельда по мотивам повести-сказки Э. Т. А. Гофмана «Песочный человек», Ленинградский Малый театр, балетмейстер Н. А. Анисимова
- 1949 — «Гаянэ», балет А. И. Хачатуряна, сценарий К. Н. Державина, Киевский театр им. Т. Г. Шевченко, балетмейстер С. Н. Сергеев
- 1950 — «Золушка», балет С. С. Прокофьева, Киевский театр им. Т. Г. Шевченко балетмейстер С. Н. Сергеев
- 29 декабря 1951 — «Барышня-крестьянка» балет Б. В. Асафьев в 3 актах 7 картинах по одноимённой повести А. С. Пушкина, сценарий Н. Д. Волкова, Ленинградский Малый театр, балетмейстер Б. А. Фенстер
- 26 февраля 1952 — костюмы для «Испанское каприччио», одноактных балетов на музыку Н. А. Римского-Корсакова, Ленинградский Малый театр, сценарий и балетмейстер Л В. Якобсон, декорации — Н. П. Акимов.
- 1952 — «Дон Кихот», балет Л. Ф. Минкуса, Киевский театр им. Т. Г. Шевченко балетмейстер С. Н. Сергеев
- 1952 — «Конёк-Горбунок», балет Ц.Пуни в 4 актах 9 картинах, сценарий А. Сен-Леона по одноимённой сказке П. П. Ершова, Киевский театр им. Т. Г. Шевченко, балетмейстер С. Н. Сергеев
- 1953 — «Красный мак», балет Р. М. Глиэра, Киевский театр им. Т. Г. Шевченко балетмейстер С. Н. Сергеев)
- 1954 — «Двенадцать месяцев» балет Б. Л. Битова, либретто А. Г. Хандамировой по драматической сказке С. Я. Маршака Ленинградский Малый театр, балетмейстер-режиссёр Б. А. Фенстер
- 1954 — «Спящая красавица», балет П. И. Чайковского по сказкам Ш. Перро. Киевский театр им. Т. Г. Шевченко. Возобновление спектакля Ф. М. Лопуховым
- 1954 — «Глубокие корни» пьеса Д. Гоу и Д. Юссо, Малый драматический театр, режиссёр Л. П. Юренин
- 1954 — «Лекарь поневоле», пьеса Ж. Мольера, Малый драматический театр, режиссёр Л. С. Петрова
- 1955 — «Ромео и Джульетта», балет С. С. Прокофьва, Киевский театр им. Т. Г. Шевченко, балетмейстер В. И. Вронский
- 1956 — «Жизель», балет А.Адана, Киевский театр им. Т. Г. Шевченко, возобновление спектакля С. Н. Сергеевым
- 13 декабря 1956 — «Голубой Дунай» балет в 3 актах на музыку И.Штрауса по сценарию Н. Д. Волкова, Ленинградский Малый театр, балетмейстер — Б. А. Фенстер
- 28 февраля 1958 — «Гаврош», балет Б. Л. Битова и Е. М. Корнблита в 3 актах, 5 картинах, сценарий — Леонид Браусевич и В. А. Варковицкий по мотивам романа В.Гюго «Отверженные» Ленинградский Малый театр, балетмейстер В. А. Варковицкий
- 6 января 1959 — совместно с С. Б. Вирсаладзе- «Хореографические миниатюры», балетный спектакль, Ленинградский театр оперы и балета им. Кирова, балетмейстер Л. В. Якобсон
- 23 марта 1959 — «Франческа да Римини» на музыку симфонической фантазии П. И. Чайковского по эпизоду поэмы Данте «Божественная комедия», Ленинградский Малый театр, сценическая композиция К. Ф. Боярский
- 16 ноября 1960 — «Накануне» балет И. И. Шварца, сценарий А. А. Белинского по роману И. С. Тургенева, Ленинградский Малый театр, балетмейстер К. Ф. Боярский
- 29 декабря 1960 — совместно с Коротковой «Маскарад», балет Л. А. Лапутина в 4 актах либретто О. М. Дадишкилиани по одноимённой драме М. Ю. Лермонтова. Ленинградский театр оперы и балета им. Кирова. балетмейстер Б. А. Фенстер
- 1961 — «Тема с вариациями» на музыку 4 части «Сюиты для оркестра № 3 соль мажор» П. И. Чайковского, Ленинградский Малый театр, балетмейстер Р. И. Гербек;
- 26 марта 1962, костюмы для одноактного балета «Жар-Птица», композитора И. Ф. Стравинского, в 2 картинах, сценарий M. M. Фокина по мотивам русских народных сказок, Ленинградский Малый театр. балетмейстер. К. Ф. Боярский по М. М. Фокину, декорации — С. А. Соломко
- 15 декабря 1962 — восстановление декораций и костюмов по эскизам Л. Бакста для одноактного балета «Карнавал» на музыку одноимённого фортепианного. цикла Р. Шумана, сценарий M. M. Фокина. Ленинградский театр оперы и балета им. Кирова, возобновление К. M. Сергеевым спектакля М. М. Фокина.
- 1964 — «Лебединое озеро», балет П. И. Чайковского в 4 актах, Ленинградский Малый театр, возобновление П. А. Гусева
- 11 июня 1964 — «Золушка», балет С. С. Прокофьева в 3 актах сценарий Н. Д. Волкова по одноимённой сказке Ш. Перро, Ленинградский театр оперы и балета им. Кирова, балетмейстер К. М. Сергеев
- 30 октября 1965 — костюмы к балету «Фадетта» («Дикарка»), в 3 актах, 4 картинах на музыку балета «Сильвия» Л. Делиба, сценарий Л. М. Лавровского и В. Н. Соловьёва по мотивам повести Жорж Санд «Маленькая Фадетта» новая редакция балетм. Г. И. Исаева по Л. М. Лавровскому, декорации Эрбштейн и П. А. Штерич
- 1967 — «Под небом Испании», Ленинградский театр оперы и балета им. Кирова, балетмейстер X. Влана-Томас де Фонса
- 1969 — «Мимолётности», цикл хореографических миниатюры на музыку С. С. Прокофьева, ансамбль «Молодой балет», балетмейстер К. Я. Голейзовский
- 1970 — совместно с дочерью, В. Г. Коршиковой, «Дон Кихот», Киевский театр им. Т. Г. Шевченко.
- 1971 — «Контрасты», на музыку И. Ф. Стравинского, Ансамбль хореографических. миниатюр, балетмейстер Л. В. Якобсон
- 1972 — «Вестрис», балет Г. И. Банщикова, Ансамбль хореографических. миниатюр, балетмейстер Л. В. Якобсон
- 1972 — «Симфония бессмертия», на музыку Б. И. Тищенко, Ансамбль хореографических. миниатюр балетмейстер Л. В. Якобсон
- 1973 — «Блестящий дивертисмент», на музыку М. И. Глинки, Ансамбль хореографических миниатюр, балетмейстер Л. В. Якобсон
- 1974 — «Времена года», аллегорический балет А. К. Глазунова в 1 акте 4 картинах, либретто М. И. Петипа. Балет неоднократно ставился как выпускной спектакль Ленинградского хореографического училища на сцене театра им. Кирова, балетмейстер К. М. Сергеев
- 4 июня 1975 — «Арлекинада» балет в 2 актах, композитора Р. Е. Дриго, сценарий и балетмейстер М. И. Петипа, Ленинградский Малый театр, возобновление П. А. Гусевым по хореографии М. И. Петипа
- 23 ноября 1978 — совместно с Э. Я. Лещинским «Слуга двух господ» балет М. И. Чулаки («Мнимый жених») в 3 актах 6 картинах сценарий П. А. Коломойцев, Б. А. Фенстер по комедии К. Гольдони «Слуга двух господ», Ленинградский Малый театр, балетмейстер Н. Н. Боярчиков по А. Б. Фенстеру
- 1979 — «Видение розы» на музыку концертной пьесы К. М. фон Вебера «Приглашение к танцу» сценарий Ж. П. Водуайе по стихотворению Т. Готье «Призрак розы», Московский классический балет, возобновление М. Э. Лиепа по М. М. Фокину
- 28 августа 1979 — «Весна священная» (Картины языческой Руси в 2 частях) одноактный балет И. Ф. Стравинского, Московский классический балет на сцене Концертного зала имени П. И. Чайковского, сценарий и балетмейстеры — Н. Д. Касаткина и В. Ю. Василёв
- 1980 — «Доктор Айболит», Ленинградский Малый театр, балетмейстер Б. А. Фенстер, возобновление Н. Н. Боярчиков;
- 28 декабря 1981 — «Эсмеральда», балет Ц. Пуни в 2 актах 5 картинах. сценарий Ж. Перро по роману В. Гюго «Собор Парижской богоматери», Ленинградский Малый театр, художественный руководитель Н. Н. Боярчиков по мотивам редакции Ж. Перро и М. И. Петипа, консультанты Т. М. Вечеслова и П. А. Гусев.
- 1983 — «Волшебный камзол», балет Н. Н. Каретникова по повести Э. Т. А. Гофмана «Крошка Цахес по прозванию Циннобер», Московский классический балет, балетмейстеры Н. Д. Касаткина и В. Ю. Василёв

## Некоторые выставки
- 1956 — Персональная выставка Статья «Выставка работ Т. Г. Бруни» в журнале «Театр», 1956 № 3
- 1971 — Персональная выставка в ЛОСХ (каталог, статья — Левитин Г. М.)
- 1978 — Графика из частных собраний Ленинград, ГМИЛ (каталог, 1979)
- 1981 — Москва-Париж (каталог)
- 1982 — Персональная выставка балетных костюмов. ЛОСХ
- 1985 — Персональная выставка в ЛОСХ
- 1998 — Полифония. От Малевича до Татьяны Бруни. 1910—1930. Театральные эскизы русского авангарда. Санкт-Петербургский государственный музей театрального и музыкального искусства в Милане
- 2002, 19 сентября Санкт-Петербург, Музей Анны Ахматовой в Фонтанном Доме. К 100-летию со дня рождения
- 2002, 6 ноября — Санкт-Петербург, Михайловский театр, К 100-летию со дня рождения
- 2007 — Выставка в СТД, посвященная 105-летию со дня рождения
- 2007 — Выставка в ЦДХ, Москва, посвященная 105-летию со дня рождения
- 2008 — «Легенда Кировского театра». Выставка картин в Вашингтоне
- 2010 — «АРТ-Пермь 2010»

## Награды и звания
- Сталинская премия второй степени (1950) — за оформление балетного спектакля «Юность» М. И. Чулаки
- заслуженный деятель искусств РСФСР (1960)